# Епштейн Веніамін Миронович
Веніамін Миронович (Меєрович) Епштейн (1929 — 2014) — український радянський зоолог, фахівець з п'явок, професор (1991), доктор біологічних наук (1990). Автор близько 70 наукових праць, зокрема близько 10 монографій та довідників. Брав участь у створенні другого видання Червоної книги України (1994), до якого заніс 6 видів п'явок. Значну увагу приділяв теоретичним питанням систематики, зокрема опублікував 7 томів монографічної серії «Философия систематики». Описав 16 нових для науки видів п'явок, зокрема глотківку Щоголева.